# Stéphan Larouche
Stéphan Larouche er en canadisk boksetræner med base i Montreal i Quebec. 
LaRouche har trænet mange af de bedst kendte boksere i de seneste år i Quebec og var en af de to trænere for det canadiske hold ved Sommer-OL 2004. Han blev udnævnt som Årets Træner ved FightNews Canada i 2005 og 2008. Listen over de boksere, der arbejdede med Larouche omfatter Éric Lucas, Leonard Dorin Doroftei og Lucian Bute. Han har haft en lang tilknytning til at fremme virksomheden Interbox og er i øjeblikket dets leder af operationer.